# Episynlestes intermedius
Episynlestes intermedius är en trollsländeart som beskrevs av Günther Theischinger och Watson 1985. Episynlestes intermedius ingår i släktet Episynlestes och familjen Synlestidae. Inga underarter finns listade i Catalogue of Life.